# Elin Lucassi
Elin Lucassi, född 26 oktober 1977, är en svensk serieskapare och illustratör. 
Hon har skrivit böckerna Jag är den som är den (2015) och Synd (2017), och har även bidragit till antologierna Kvinnor ritar bara serier om mens (2014) och Opium för folket (2016). 
Elin Lucassi tecknade åren 2015–2018 varje vecka politisk satir för sajten Politism, och hennes strippserie RIT-Lucassi går varje vecka i tidskriften ETC. Hon har även tecknat för tidningen Flamman. 
Hennes serienovell Ert blod på mina broddar (2019) beskrevs som skarp, elak och frispråkig, där ackumulerad kvinnovrede får fullt utlopp i hennes bildvärld. Huvudpersonen är fly förbannad på den utmattande mamma-roll som åläggs henne, och hon börjar agera på sin vrede.
År 2021 gav hon ut Karantändagboken, en serieroman efter ett års pandemiska erfarenheter. År 2023 kom Jag älskar Astrid Lindgren, där Lucassi beskrivs som att hon utvecklats till en serietecknare som skildrar mänskligt inre mörker med en snärt av skruvad humor. Boken nominerades till priset Urhunden av Seriefrämjandet.